# Jakob Scherz
Jakob Scherz (1818 - 1889), was een Zwitsers politicus.
Scherz was lid van de Radicale Partij (voorloper van de huidige Vrijzinnig Democratische Partij). Hij was lid van de Regeringsraad van het kanton Bern.
Van 1 juni 1864 tot 31 mei 1865 en van 1 juni 1867 tot 31 mei 1868 was hij voorzitter van de Regeringsraad (dat wil zeggen regeringsleider) van Bern.